# Gepunkteter Eichen-Gürtelpuppenspanner

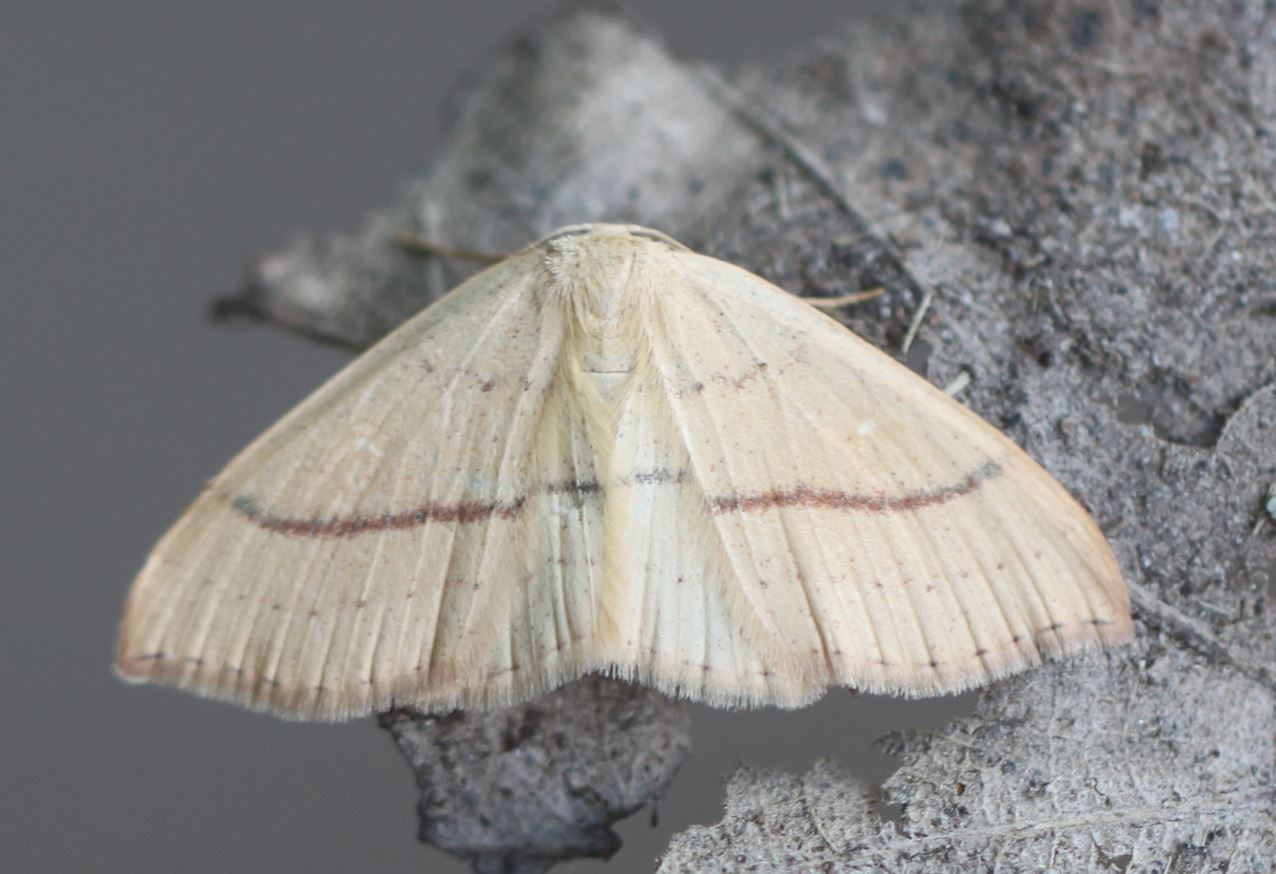

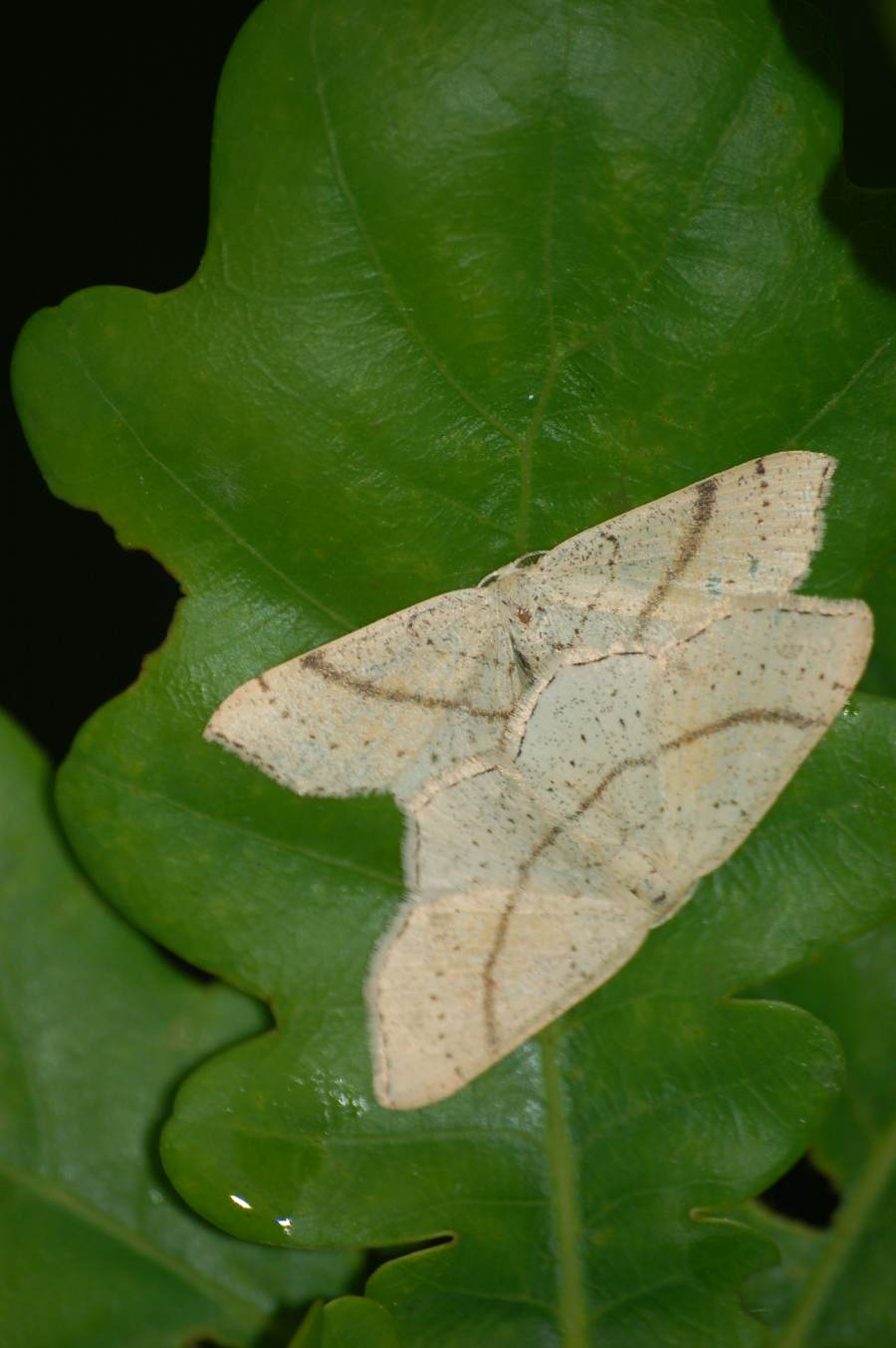
Paarung

Der Gepunktete Eichen-Gürtelpuppenspanner (Cyclophora punctaria), auch Grauroter Gürtelpuppenspanner genannt, ist ein Schmetterling (Nachtfalter) aus der Familie der Spanner (Geometridae).

## Merkmale
Die Falter erreichen eine Flügelspannweite von 25 bis 29 Millimetern (1. Generation); die Folgegeneration ist in der Regel deutlich kleiner und erreicht nur etwa 22 Millimeter Spannweite. Die Vorderflügel sind in der Grundfarbe sandfarben, oder weisen einen Stich ins Rötliche oder Gelbliche auf. Die Zeichnung ist variabel. Immer deutlich ausgeprägt ist die mittlere, leicht gebogene und braun gefärbte Querlinie. Wurzelwärts folgt eine stark gebogene Punktreihe, bestehend aus stark ausgelängten Punkten. Saumwärts schließt sich eine leicht gebogene Punktreihe an, deren Punkte nicht ausgelängt und weiter voneinander entfernt sind als die Punkte der wurzelwärts gelegenen Punktreihe. Eine weitere Linie von stark gelängten Randflecken folgt dem Rand; die Fransen sind jedoch in der Grundfarbe gefärbt. Die Zeichnungselemente setzen sich auf die Hinterflügel fort. Die Diskalflecken sind auf den Vorderflügel meist in der Grundfarbe und deshalb kaum sichtbar. Vorder- und Hinterflügel können bei frisch geschlüpften Faltern größere rotbraun überstäubte Partien aufweisen, die bei manchen Exemplaren sogar fleckenartig ausgebildet sind.
Die blassweißlichen, später rötlich gefleckten Eier sind mit einem Netz grober und feiner Rippen bedeckt. Am oberen Ende befindet sich eine Vertiefung, in der die Mikropyle sitzt. Die Farbe der Raupen reicht von grün, über gelblichgrün bis zu hellbraun. Die Rückenlinie ist schwarz, die Seite mit rötlichen Flecken besetzt, die von gelben Schräglinien eingefasst sind. Die für die Familie der Spanner recht ungewöhnliche Gürtelpuppe ist gelblichbraun bis grünlich mit vier Reihen von großen, dunklen Rückenflecken. Am Kremaster sitzen sechs kräftige Borsten.

## Verbreitung und Lebensraum
Die Art ist überwiegend in Mittel- und Osteuropa verbreitet. Im Norden reicht ihre Verbreitung bis ins südliche Fennoskandien und auf die Britischen Inseln, im Westen über Frankreich bis in Teile Nordspaniens, im Süden über Italien, die Balkanhalbinsel (mit Ausnahme Griechenlands) bis nach Kleinasien (dort nur Einzelnachweise). Die Ostgrenze der Verbreitung ist in etwa der Ural. Im Kaukasusgebiet wird die Nominatunterart durch die Unterart C. punctaria fritzae ersetzt. Das Verbreitungsgebiet dieser Unterart reicht bis in den Iran.
Die Art kommt vor allem in waldreichen Gegenden mit Eichengestrüpp und Eichenwäldern vor. In Mitteleuropa steigt sie im Hügelland bis 700 Meter, in den Alpen selten auch bis 1.200 Meter, in Südeuropa regelmäßig bis 1.300 Meter. Die Art kann in diesen Habitaten noch recht häufig sein. Bevorzugt werden sandige Böden.

## Phänologie und Lebensweise
Die Art fliegt in zwei Generationen pro Jahr. Im Norden des Verbreitungsgebietes ist die zweite Generation in der Regel unvollständig, im Süden kann selten auch noch eine unvollständige dritte Generation gebildet werden. Die Falter der ersten Generation erscheinen ab Mitte April und überlappen sich im Juli mit der zweiten Generation, die bis September fliegt. Die Falter sind nachtaktiv und saugen an Blüten der Besenheide (Calluna vulgaris) und an feuchten Stellen. Die Raupen leben monophag auf Eichen wie Stieleiche (Quercus robur) und Traubeneiche (Quercus petraea), je nachdem welche Eichenart im Verbreitungsgebiet vorkommt. Die Puppe überwintert.

## Systematik
Die Art wurde 1758 von Carl von Linné unter dem Namen Phalaena Geometra punctaria erstmals wissenschaftlich beschrieben. Später wurde die Art noch unter den Namen Phalaena Geometra amata Linné, 1758, Phalaena Geometra teutonica Linné, 1758, Phalaena Geometra fultaria Villers, 1789, Phalaena communifasciata Donovan, 1808, Phalaena unifasciata Donovan, 1808, Geometrasubangularia Haworth, 1809, Geometra (Ennomos) acutaria Roquette, 1858, Zonosoma punctaria var. naevata Bastelberger, 1900 und Cosymbia delaeveri Berger, 1949 beschrieben, die daher jüngere Synonyme sind.
Cyclophora puntaria wird gegenwärtig in zwei Unterarten unterteilt: die Nominatunterart C. punctaria punctaria im größten Teil des Verbreitungsgebietes und C. punctaria fritzae, die im Kaukasusgebiet und im nördlichen Iran die Nominatunterart ersetzt.